# 台場 (東京都港區)
台場（日语：／ Daiba */?）是日本東京都港區的地名，相當於舊芝區芝浦港南地區內。現行行政地名為台場一丁目至台場二丁目。郵政編號為135-0091。

## 概要
面向東京灣與有明西運河，主要建有購物中心與辦公樓。屬於東京灣填海地13號地，跨越港區、江東區、品川區，擔起東京臨海副都心（通稱：御台場）的一角。

## 地理
位於芝浦港南地區東南端，與江東區（青海、有明）、品川區（東八潮）的區界。

## 歷史
- 1995年（平成7年）7月1日 - 實施住居表示（日语：住居表示）

## 外部連結
- 台場 （页面存档备份，存于）
- 御台場合同自治會 （页面存档备份，存于）

Template:東京臨海副都心景點